# Oatman (Arizona)
Pour les articles homonymes, voir Oatman.

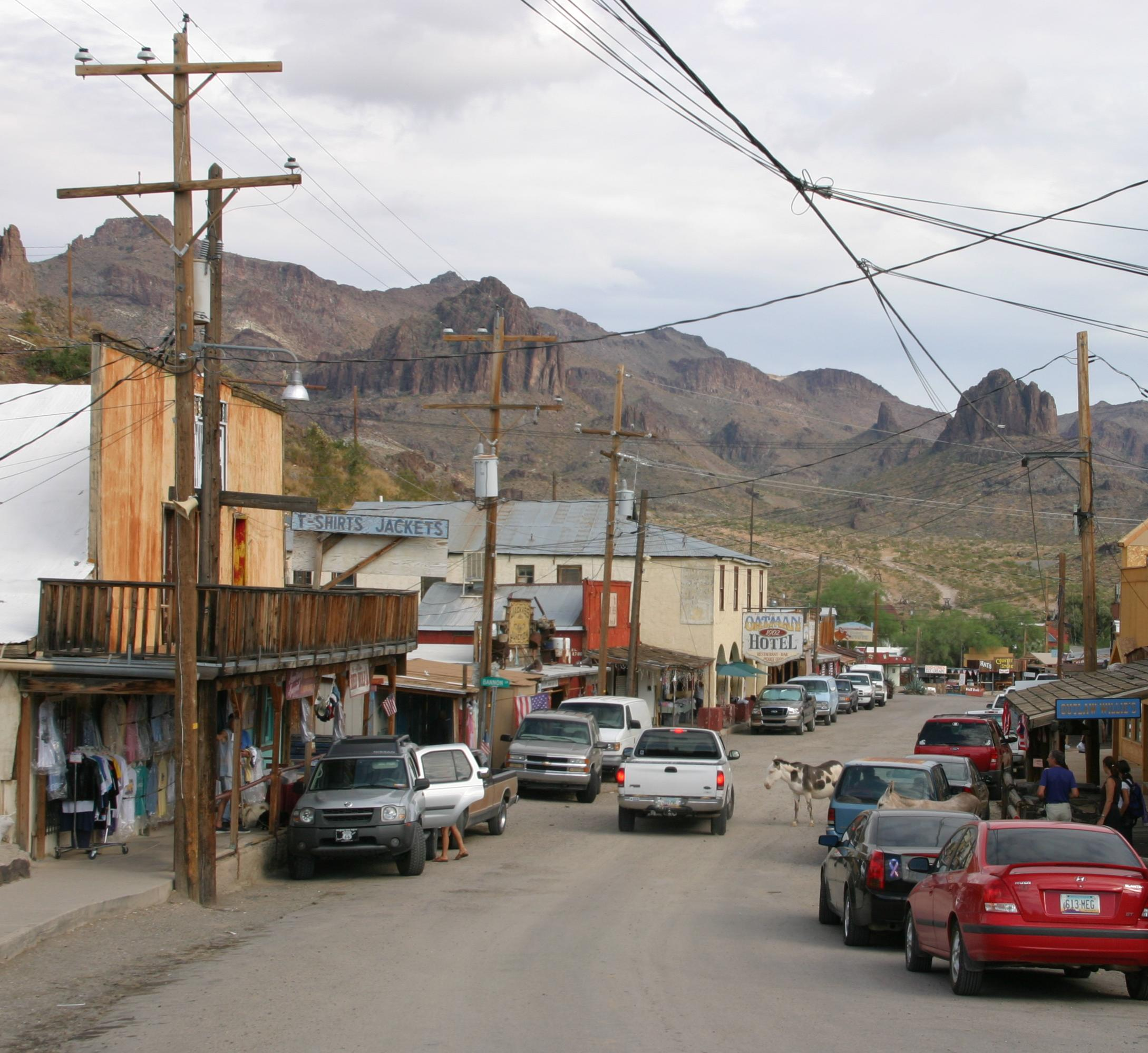
Rue principale d'Oatman en 2005

Oatman est un village situé à l'ouest de l'État de l'Arizona, dans le Comté de Mohave, traversé par la U.S. Route 66.
C'est une ancienne ville minière. La population était montée à plus de 3 500 habitants après que deux prospecteurs ont trouvé de l'or en 1915. C'est devenu par la suite une ville fantôme, et dans les années 1960 elle a été pratiquement abandonnée.
La population était de 128 habitants en 2000.

## Histoire
Le nom Oatman a été choisi en l'honneur d'Olive Oatman, une jeune fille de l'Illinois qui a été capturée et mis en esclavage par une tribu Indienne lors d'un périple vers l'Ouest avec sa famille en 1851. Elle a été échangée par la tribu Mohave qui l'a adoptée et qui ont tatoué sa figure comme symbole de la tribu. Elle a été libérée en 1856 à Fort Yuma. 

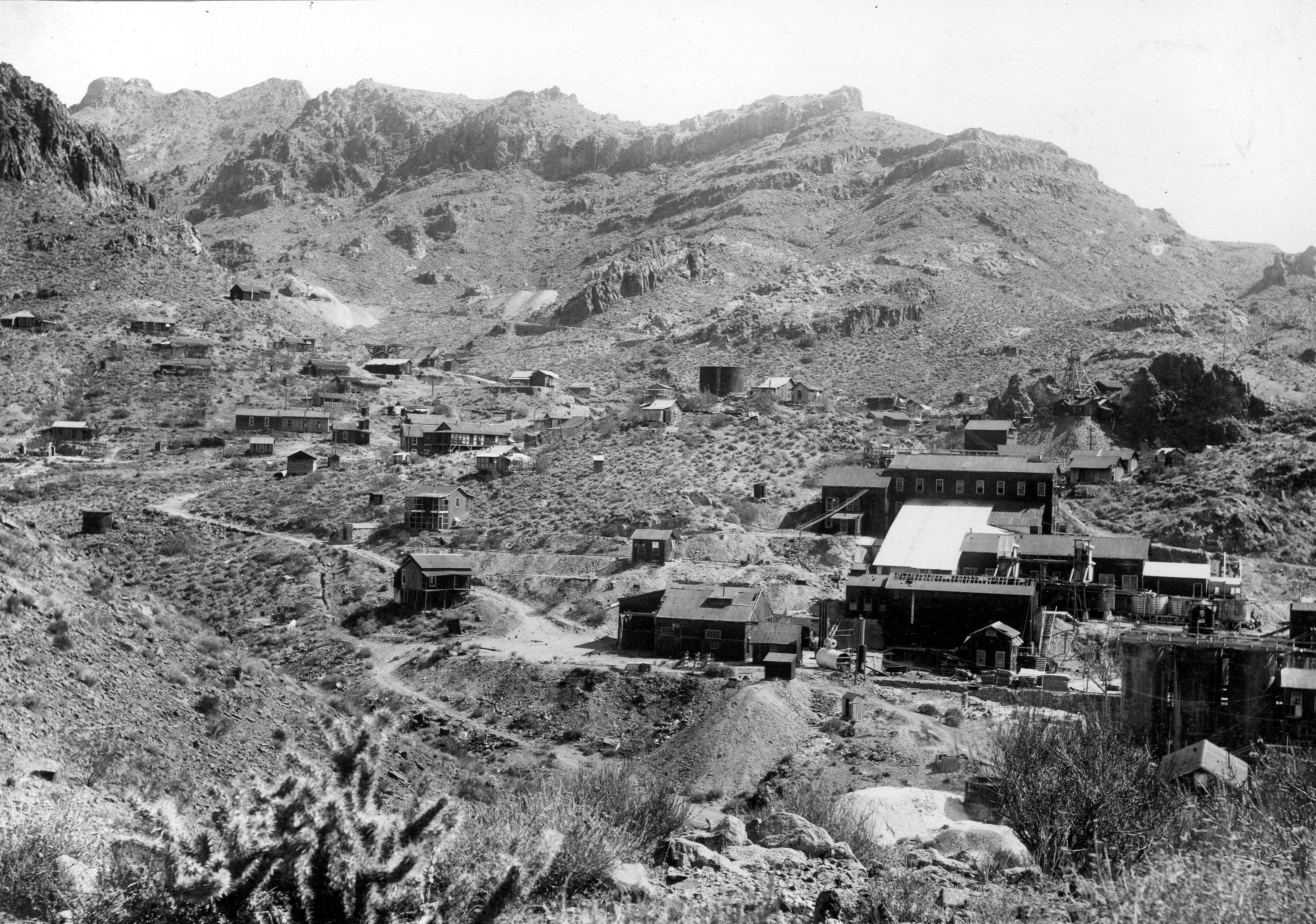
Oatman en 1921
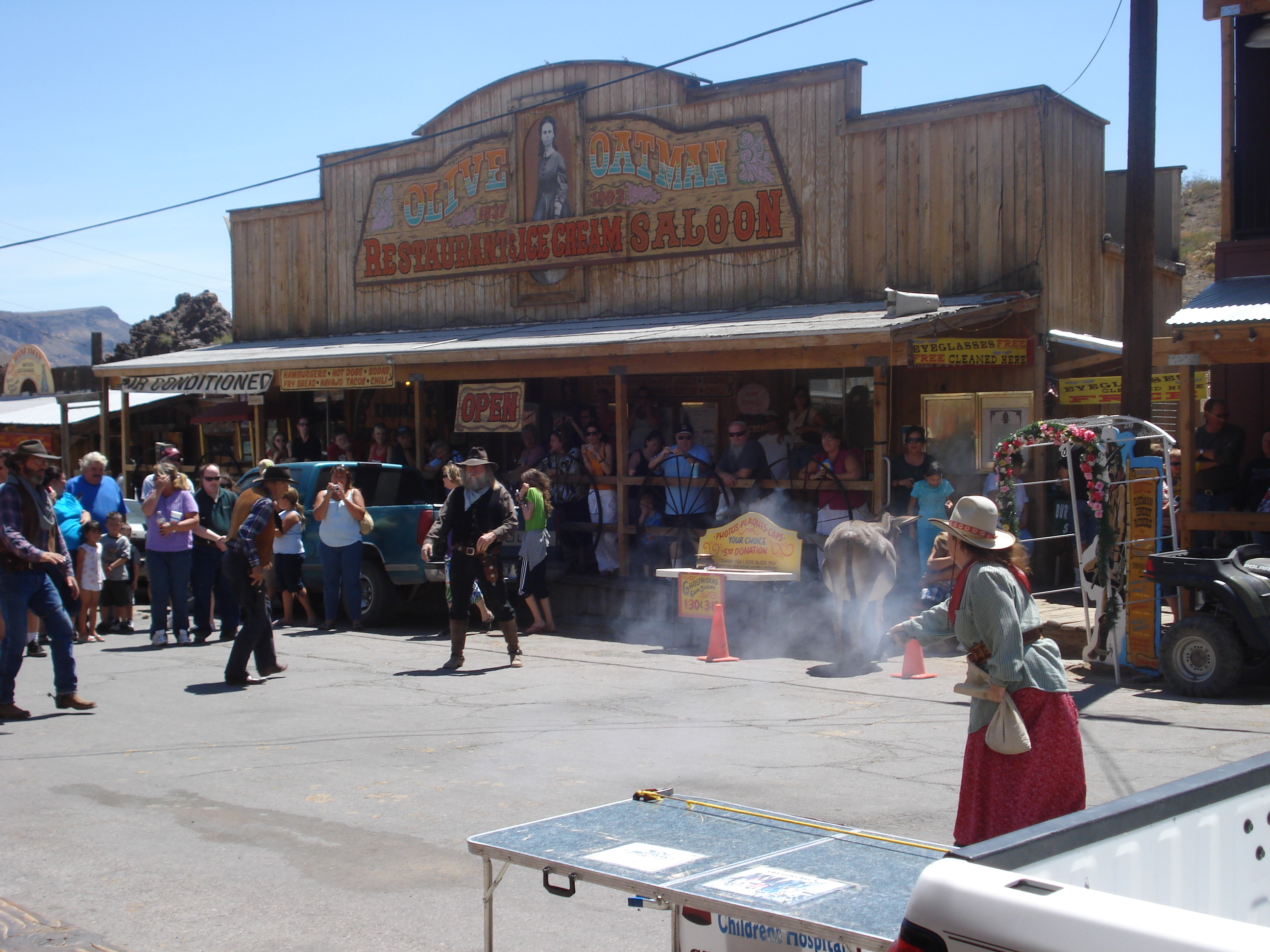
Théâtre de rue à Oatman en 2010